# Direction de la Pharmacie et du Médicament (Tunisie)
 (mars 2025).
Motif : Absence de sources secondaires centrées
- Archive Wikiwix
- Bing
- Cairn
- DuckDuckGo
- E. Universalis
- Gallica
- Google
- G. Books
- G. News
- G. Scholar
- Persée
- Qwant
- (zh) Baidu
- (ru) Yandex
- (wd) trouver des œuvres sur Wikidata

| 1. | Préciser le motif de la pose du bandeau. | Précisez le motif de la pose du bandeau en utilisant la syntaxe suivante : {{admissibilité à vérifier\|date=mars 2025\|motif=remplacez ce texte par le motif}}                                                            |
| 2. | Informer les utilisateurs concernés.     | Pensez à avertir le créateur de l'article, par exemple, en insérant le code ci-dessous sur sa page de discussion : {{subst:avertissement admissibilité à vérifier\|Direction de la Pharmacie et du Médicament (Tunisie)}} |

La direction de la Pharmacie et du Médicament (arabe : وحدة الصيدلة والدواء) ou DPM est une unité technico-administrative tunisienne rattachée au ministère de la Santé.
Elle gère tous les aspects administratifs liés à la pharmacie, aux médicaments et activités apparentées. Elle coordonne les activités du système national d'assurance qualité des médicaments et procède au contrôle technique à l'importation des médicaments, des accessoires médicaux et des produits cosmétiques à vente limitée aux pharmacies.
La DPM assure la tutelle des organismes étatiques en matière de médicament et veille à la gestion des psychotropes et stupéfiants sur le plan national et international.
Depuis le 17 mai 1998, elle bénéficie du statut de centre collaborateur de l'Organisation mondiale de la santé en matière d'enregistrement des médicaments et de réglementation pharmaceutique. Elle a également reçu depuis 2001 l'appui de la coopération italienne pour renforcer ses activités.